# HCディナモ・ミンスク
HCディナモ・ミンスク（ロシア語: Динамо Минск, 英語:Hockey Club Dynamo Minsk）は、ベラルーシ・ミンスクを本拠地とするアイスホッケークラブ。KHLの西カンファレンスの所属。

## 歴史
ディナモ・ミンスクは1976年に設立。当時はソ連トップリーグでプレーしていた。最高成績は1989-90シーズンの10位。ソビエト連邦の崩壊後はエキストラリーグに参戦。2007年にリーグ制覇。2010-11シーズンからKHLに移籍。

## 優勝歴
- リーグ優勝：2007年（エキストラリーグとして）
- カップ優勝：2005年、2006年（ベラルーシカップ）
- スペングラーカップ優勝：2009年